# Albert Rouet
Albert Rouet (ur. 28 stycznia 1936 w Thenay) – francuski duchowny rzymskokatolicki, w latach 1994-2002 biskup i 2002-2012 arcybiskup Poitiers.

## Życiorys
29 czerwca 1962 został wyświęcony na diakona. Święcenia kapłańskie przyjął 23 marca 1963. 21 czerwca 1986 został mianowany biskupem pomocniczym Paryża ze stolicą tytularną Obbi. Sakrę biskupią otrzymał 2 września 1986. 16 grudnia 1993 został mianowany koadiutorem diecezji Poitiers. 12 czerwca 1994 objął urząd ordynariusza. 8 grudnia 2002 został podniesiony do rangi arcybiskupa. 12 lutego 2011 przeszedł na emeryturę.